# Vương Vũ Giai
Vương Vũ Giai (tiếng Trung Quốc: 王羽佳; bính âm: Wang Yǔjiā; sinh ngày 10 tháng 2 năm 1987) là một nghệ sĩ piano cổ điển Trung Quốc. Cô bắt đầu học piano lúc sáu tuổi, và tiếp tục theo học tại Học viện Âm nhạc Trung ương ở Bắc Kinh. Ở tuổi 21, cô đã là một nghệ sĩ piano nổi danh quốc tế với các buổi trình diễn trên khắp thế giới. Cô có hợp đồng thu âm với hãng Deutsche Grammophon.

## Tiểu sử
Vương Vũ Giai sinh ngày 10/2/1987 tại Bắc Kinh trong một gia đình có truyền thống âm nhạc. Cha cô - ông Vương Kiến Quốc - là một nhạc công chơi bộ gõ, còn mẹ cô - bà Trạch Kiệt Minh - là biên đạo múa.
Vương Vũ Giai bắt đầu học piano năm lên sáu tuổi. Năm bảy tuổi, cô được nhận vào Học viện Âm nhạc Trung ương Bắc Kinh, và học tại đó 3 năm. Ở tuổi 11, cô trở thành học sinh nhỏ tuổi nhất tại Morningside Music Bridge International Music Festival ở Mount Royal University ở Calgary, Canada.
Kể từ năm 2002, cô theo học thầy Gary Graffman tại trường Curtis Institute of Music ở Philadelphia, bang Pennsylvania, Hoa Kỳ, tới tháng 5/2008 thì tốt nghiệp. Graffman không chỉ khen ngợi kĩ thuật của Vương Vũ Giai mà còn đánh giá cao sự thông minh và thẩm mĩ âm nhạc của cô.

## Giải thưởng
Năm 1998, Vương Vũ Giai đạt Giải 3 trong Cuộc thi Dương cầm Trẻ Quốc tế tổ chức tại Ettlingen, Đức. Năm 2001, cô đạt Giải 3 cùng Giải thưởng Đặc biệt của Ban Giám khảo trong hạng mục Piano tại Cuộc thi Âm nhạc Quốc tế Sendai lần thứ nhất tổ chức tại Sendai, Nhật Bản.
Năm 2002, cô chiến thắng cuộc thi concerto trong khuôn khổ Festival Âm nhạc Aspen.
Ngày 11/9/2005, Vương Vũ Giai có tên trong danh sách nhận Giải thưởng Nghệ sĩ trẻ Gilmore 2006, được trao cho những nghệ sĩ dương cầm trẻ triển vọng nhất dưới 21 tuổi. Năm 2009, cô nhận giải thưởng Nghệ sĩ Trẻ của năm từ Gramophone Classic FM.
Năm 2010, Vương Vũ Giai là một trong 4 người được nhận học bổng Avery Fisher Career Grant. Năm 2011, cô trở thành Nghệ sĩ Trẻ của năm của Giải thưởng Âm nhạc ECHO Klassik của Đức.

## Thu âm
Tháng 1/2009, Vương Vũ Giai ký hợp đồng thu âm 5 album độc quyền với hãng đĩa nổi tiếng Deutsche Grammophon. Cô cho ra mắt CD đầu tiên, Sonatas & Etudes, với các tác phẩm của Chopin, Liszt, Scriabin, và Ligeti vào tháng 4/2009. Tiếp theo đó là các CD Transformation (tháng 4/2010), Rachmaninov (tháng 2/2011), Fantasia (tháng 3/2012), và Piano Concertos: Rachmaninov, Prokofiev (tháng 1/2014). Tháng 10/2015, Deutsche Grammophon phát hành CD Ravel của Vương Vũ Giai, với các tác phẩm của Maurice Ravel và Gabriel Fauré.
Ngoài các đĩa thu âm nhạc cổ điển, Vương Vũ Giai còn tham gia thu nhạc phim cho bộ phim Summer in February. Đĩa nhạc phim này được hãng Deutsche Grammophon phát hành vào tháng 6/2013.

## Biểu tượng thời trang

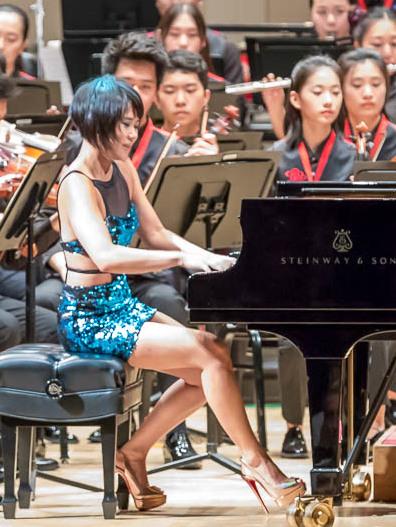
Yuja Wang tại Carnegie Hall 2017

Vương Vũ Giai không chỉ thu hút sự chú ý với khả năng chơi đàn điêu luyện. thêm vào đó sự xuất hiện của cô trong những chiếc váy ngắn ôm sát và giày cao gót - được ưa chuộng là của nhà thiết kế người Pháp Christian Louboutin - cũng gây nhiều chú ý. Tạp chí âm nhạc cổ điển Úc Limelight coi cô ấy là một trong mười biểu tượng phong cách hàng đầu của âm nhạc cổ điển. 